# Орден Баобаба
Орден Баобаба – государственная награда Южно-Африканской Республики.

## История
Орден Баобаба, наравне с другими орденами современного ЮАР, был учреждён 6 декабря 2002 года и назван в честь символа тропической Африки, дерева баобаб — традиционного места сбора у африканских племён.
Орден вручается в трёх степенях гражданам ЮАР за вклад в борьбу за свободу и демократию, за достижения в науке, культуре, спорте и активную общественную деятельность. Орден может вручаться гражданам иностранных государств, а также посмертно. 

## Степени
Орден имеет три степени:
- Верховный советник (золотой орден). Вручается за исключительные заслуги. Кавалер ордена может использовать постноминальные литеры SCOB.
- Великий советник (серебряный орден). Вручается за выдающие заслуги. Кавалер ордена может использовать постноминальные литеры GCOB.
- Советник (бронзовый орден). Вручается за преданное служение делу. Кавалер ордена может использовать постноминальные литеры COB.

## Описание
Инсигнии ордена Баобаба состоят из трёх элементов:
- Знака, изготовленного из металла в соответствии с классом, на шейной ленте.
- Миниатюрного знака, изготовленного из металла в соответствии с классом, на нагрудной ленте.
- Розетки в виде центрального медальона знака, изготовленного из металла в соответствии с классом.

Знак ордена неправильной формы, символически представляет  кусок коры дерева. В центре круглый прорезной медальон с изображением Баобаба. 
Реверс знака несёт государственный герб.
Лента ордена шёлковая муаровая золотистого цвета с кремовым узором в виде изображения баобаба. 